# Newburg (comté de Clearfield, Pennsylvanie)
Pour les articles homonymes, voir Newburg.
Newburg est un borough situé au sud-ouest du comté de Clearfield, en Pennsylvanie, aux États-Unis,. En 2010, il comptait une population de 92 habitants. Il est incorporé en 1885.

## Démographie
Lors du recensement de 2010, le borough comptait une population de 92 habitants. Elle est estimée, en 2019, à 86 habitants.

### Source de la traduction
- (en) Cet article est partiellement ou en totalité issu de l’article de Wikipédia en anglais intitulé « Newburg, Pennsylvania » (voir la liste des auteurs).